# Orthops kalmii

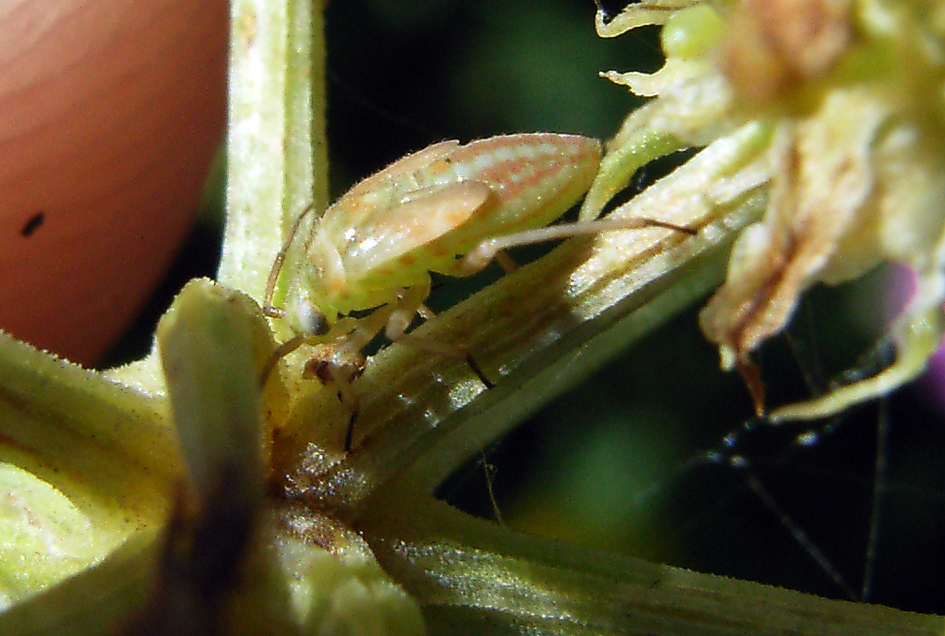
Orthops cf. kalmii, Larve

Orthops kalmii ist eine Weichwanze (Miridae) in der Unterordnung der Wanzen (Heteroptera). Das Insekt lebt an Doldenblütlern (Apiaceae).

## Verbreitung und Lebensräume
Die Wanzenart kommt in ganz Europa, Sibirien und im westlichen Nordafrika vor. Über Kleinasien ist sie bis in den Kaukasus verbreitet. Sie ist in Deutschland und Österreich überall verbreitet und häufig.
Die erwachsenen Wanzen wie auch ihre Larven leben auf verschiedenen Doldenblütlern ohne eine erkennbare Bevorzugung bestimmter Gattungen dieser Pflanzenfamilie. Die Tiere besiedeln sowohl offene und warme als auch schattige und feuchte Lebensräume. Im Gegensatz zum ähnlichen Orthops basalis soll O. kalmii jedoch höhere Feuchtigkeitswerte in seinem Habitat bevorzugen.

## Merkmale und Lebensweise
Die länglich-ovalen Insekten erreichen Körperlängen zwischen 3,9 und 5 Millimetern. Die Tiere sind variabel gefärbt. Sie sind hellgelb bis grün mit bräunlicher bis schwarzer Zeichnung der Halbdecken (Hemielytren). Die Tiere sind immer langflügelig (makropter). Der Kopf ist meist einheitlich dunkel gefärbt. Im Gegensatz zum ähnlichen Orthops campestris ist der Außenrand des Corium nicht hell, sondern schmal schwarz gefärbt. Die Schienen (Tibiae) sind hell. Die Vorderschienen tragen helle, die Hinterschienen dunkle Dornen.
Die Tiere ernähren sich ausschließlich pflanzlich (phytophag). Sie halten sich überwiegend im Bereich der Blütenstände meist an den Stängeln unterhalb der Einzelblüten auf. Dort besaugen sie die unreifen Samen der Pflanzen. Die Eiablage erfolgt im Frühjahr an den jungen Blättern der Wirtspflanzen. Die jungen, grünen Larven erscheinen ab Mai, ab Juni oder Juli erscheinen die ersten erwachsenen Wanzen der neuen Generation. Die Imagines sind bis in den Herbst hinein zu finden. Sie überwintern im Erwachsenenstadium in der Streu oder unter der Borke von Laub- und Nadelbäumen.